# Арутуа

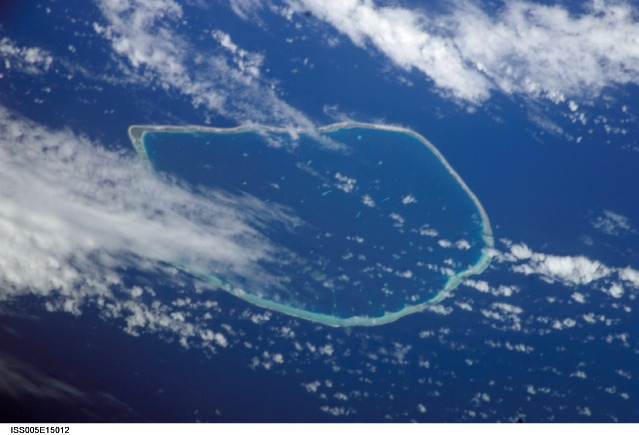
Знімок острова з космосу

Арутуа (фр. Arutua) — атол у північно-західній частині Туамоту (Французька Полінезія). Розташований в 40 км на південному сході від Рангіроа.

## Історія
Острів був відкритий голландським мандрівником Якобом Роггевеном у 1772 році.
У 1816 році біля острова пропливав російський мандрівник Отто Євстафійович Коцебу, який назвав атол острів Рюрик.

## Географія
Атол має форму кола діаметром 29 км. Головне поселення — Раутіні. Арутуа складається з 57 маленьких острівців, або моту, площею 15 км². У центрі розташована велика лагуна, у якій вирощуються перлини.

## Адміністративний поділ
Острови Арутуа, Апатакі і Каукура утворюють комуну Арутуа, яка входить до складу адміністративного підрозділу Туамоту-Гамбье.

## Населення
Чисельність населення Арутуа — 725 осіб (2007). Основне заняття місцевих жителів — виробництво копри.